# Menophra angustipennis
Menophra angustipennis är en fjärilsart som beskrevs av Paul Dognin 1907. Menophra angustipennis ingår i släktet Menophra och familjen mätare. Inga underarter finns listade i Catalogue of Life.